# Gommegnies
Gommegnies ist eine französische Gemeinde mit 2272 Einwohnern (Stand 1. Januar 2022) im Département Nord in der Region Hauts-de-France. Sie gehört zum Arrondissement Avesnes-sur-Helpe und zum Kanton Aulnoye-Aymeries. Die Einwohner werden Gommegnons genannt.

## Geographie
Gommegnies liegt zwischen Valenciennes und Maubeuge nahe der Grenze zu Belgien. Das Gemeindegebiet wird vom Fluss Aunelle durchquert. Umgeben wird Gommegnies von den Nachbargemeinden Preux-au-Sart im Norden, L’Orée de Mormal im Nordosten, Locquignol im Süden und Osten, Villereau im Süden und Südwesten sowie Frasnoy im Westen. Gommegnies gehört zu den nördlichsten Weinbauorten Frankreichs.

## Bevölkerung
| Jahr                       | 1962 | 1968 | 1975 | 1982 | 1990 | 1999 | 2008 | 2020 |
| Einwohner                  | 2022 | 1929 | 1878 | 1780 | 2004 | 2002 | 2222 | 2295 |
| Quellen: Cassini und INSEE |      |      |      |      |      |      |      |      |

## Sehenswürdigkeiten
- Kirche Notre-Dame-de-l'Assomption aus dem 16. Jahrhundert (siehe auch: Liste der Monuments historiques in Gommegnies)
- Kirche Saint-Joseph im Ortsteil Carnoy
- Kapelle Notre-Dame-des-Affliges von 1756
- Calvaires

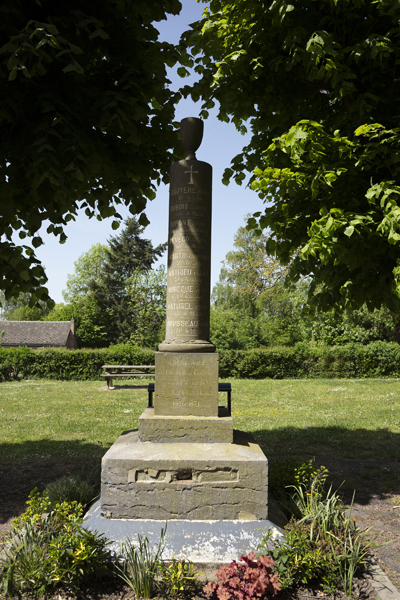
Denkmal 1870–1871
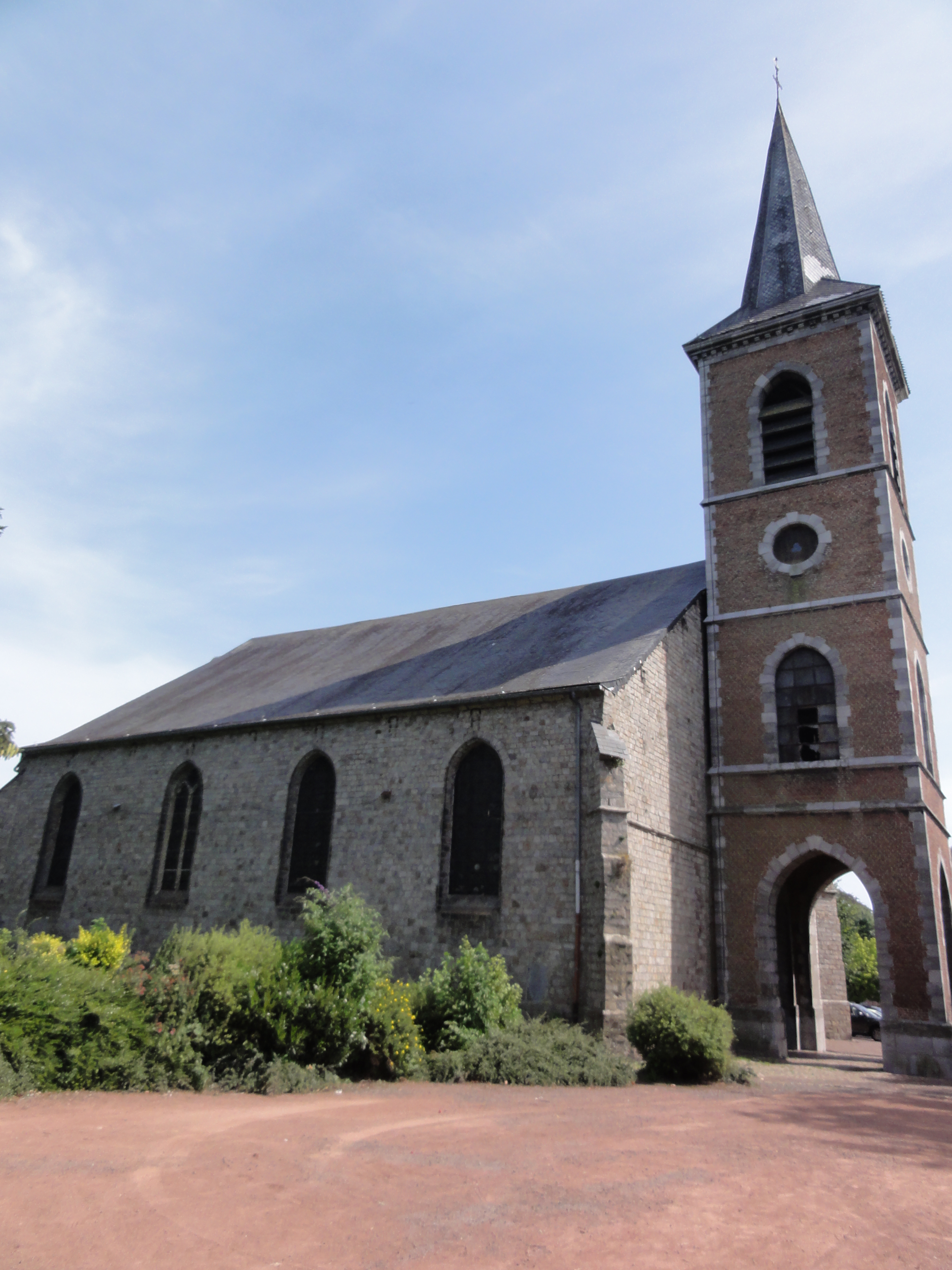
Kirche Notre-Dame-de-l'Assomption
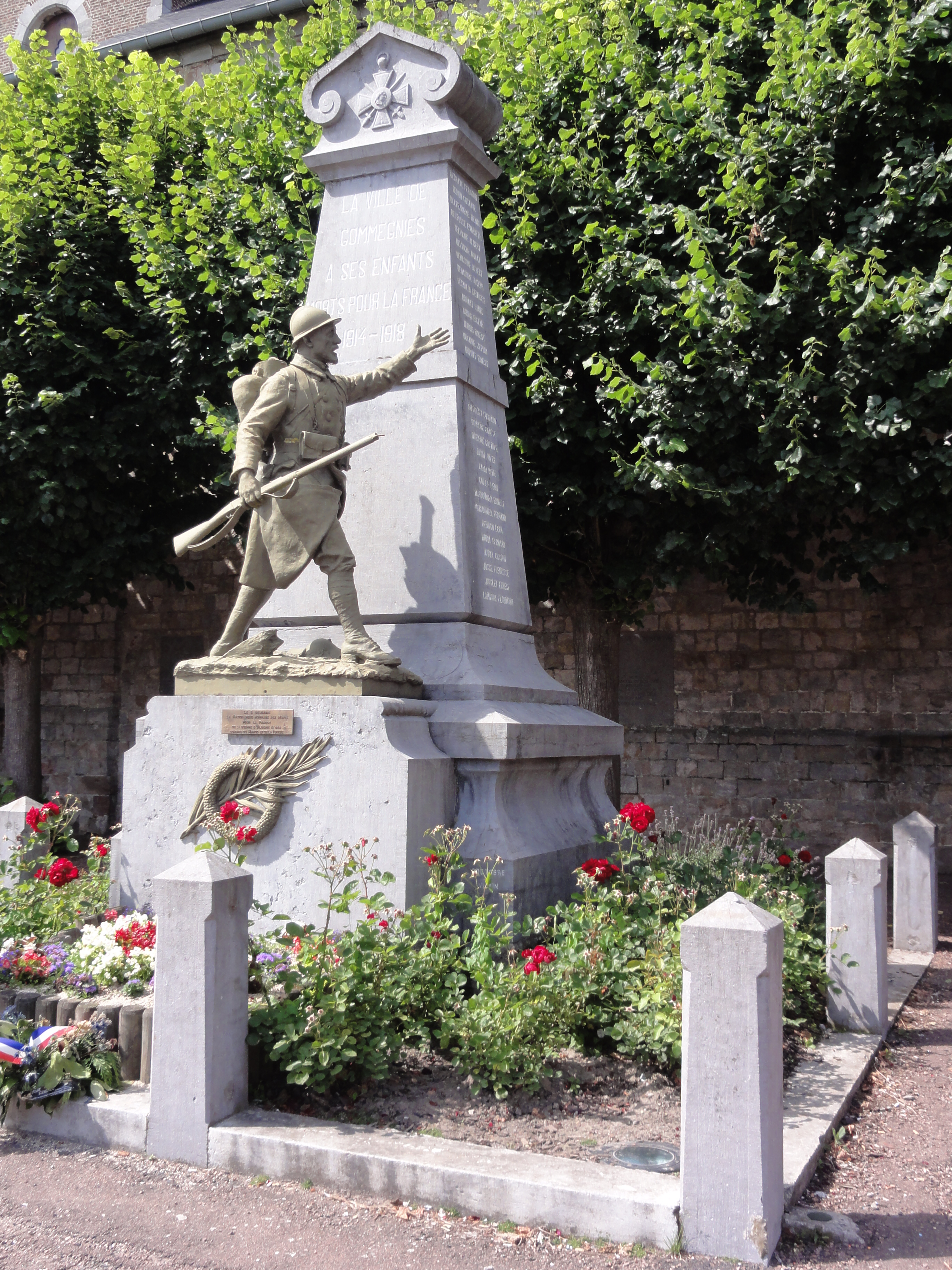
Denkmal 1914–1918

## Persönlichkeiten
- Célestin Hennion (1862–1915), Polizeipräfekt von Paris